# Remigius van Leemput
Remi of Remigius van Leemput (Antwerpen, 19 december 1607 – Londen, 4 november 1675) was een Zuid-Nederlands kunstschilder, -verzamelaar en -handelaar. Hij was voornamelijk actief in Engeland.

## Leven

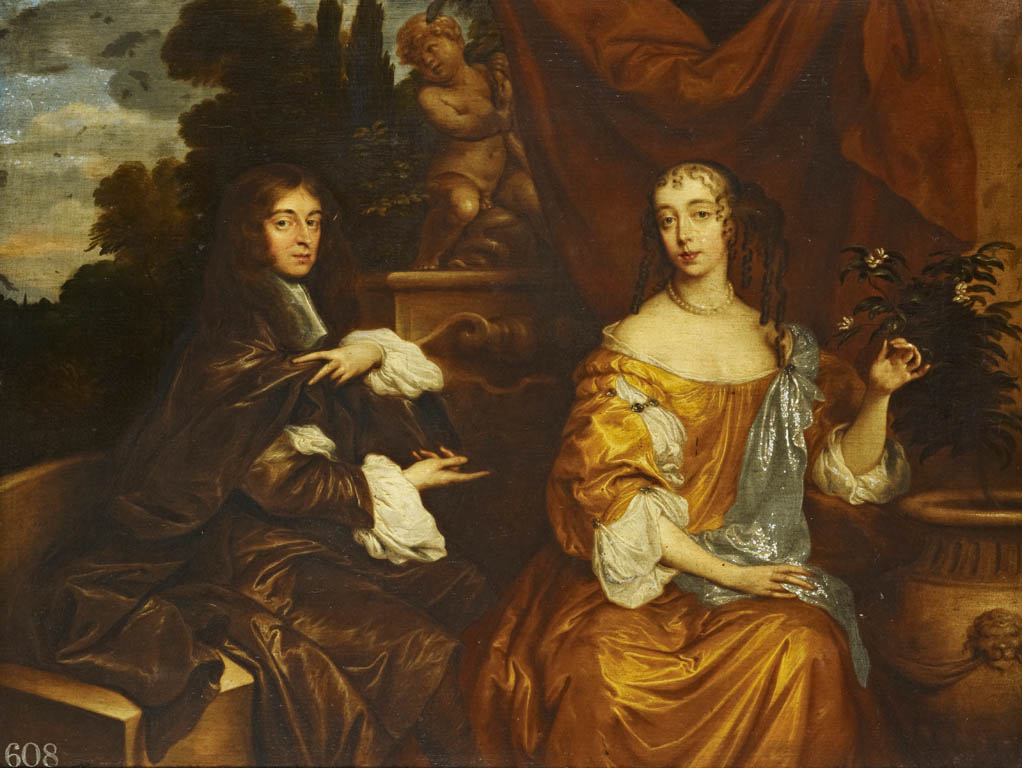
Portret van Henry Hyde en zijn vrouw Theodosia naar Peter Lely

Van Leemput werd in 1628/29 vrijmeester in de Antwerpse Sint-Lucasgilde en moet rond 1632 verhuisd zijn naar Londen. Hij was een naaste medewerker van Antoon van Dyck en is mogelijk assistent geweest in diens atelier. Hij maakte kopieën naar het werk van Van Dyck en later ook naar andere schilders, zoals Peter Lely. Van Leemput zou hebben beweerd dat hij Lely beter kon kopiëren dan Lely zelf. Mogelijk is hij op zeker ogenblik zijn assistent geweest.
Van Leemput verwierf een vooraanstaande positie in de Londense kunstwereld. Hij werd kunsthandelaar en legde een grote collectie schilderijen en tekeningen aan. Na de executie van koning Karel I van Engeland in 1649 kocht hij kunstwerken op uit de koninklijke collectie. Over een periode van zes maanden ging het om 35 schilderijen en sculpturen, waaronder werk van Titiaan, Giorgione, Correggio en Andrea del Sarto. Ook verwierf hij Van Dycks beroemde ruiterportret van Karel I met Pierre Antoine Bourdon. Hij probeerde het schilderij in Antwerpen te verkopen, maar de vraagprijs van 1.500 guineas bleek te hoog. Mogelijk was het een zelfgemaakte kopie die hij aanbood. Na de Restauratie van 1660 was het schilderij nog bij hem, maar door een rechterlijke uitspraak moest hij het afstaan aan koning Karel II.
Na zijn dood werd Van Leemputs collectie geveild in Somerset House op 14 mei 1677.

## Werk

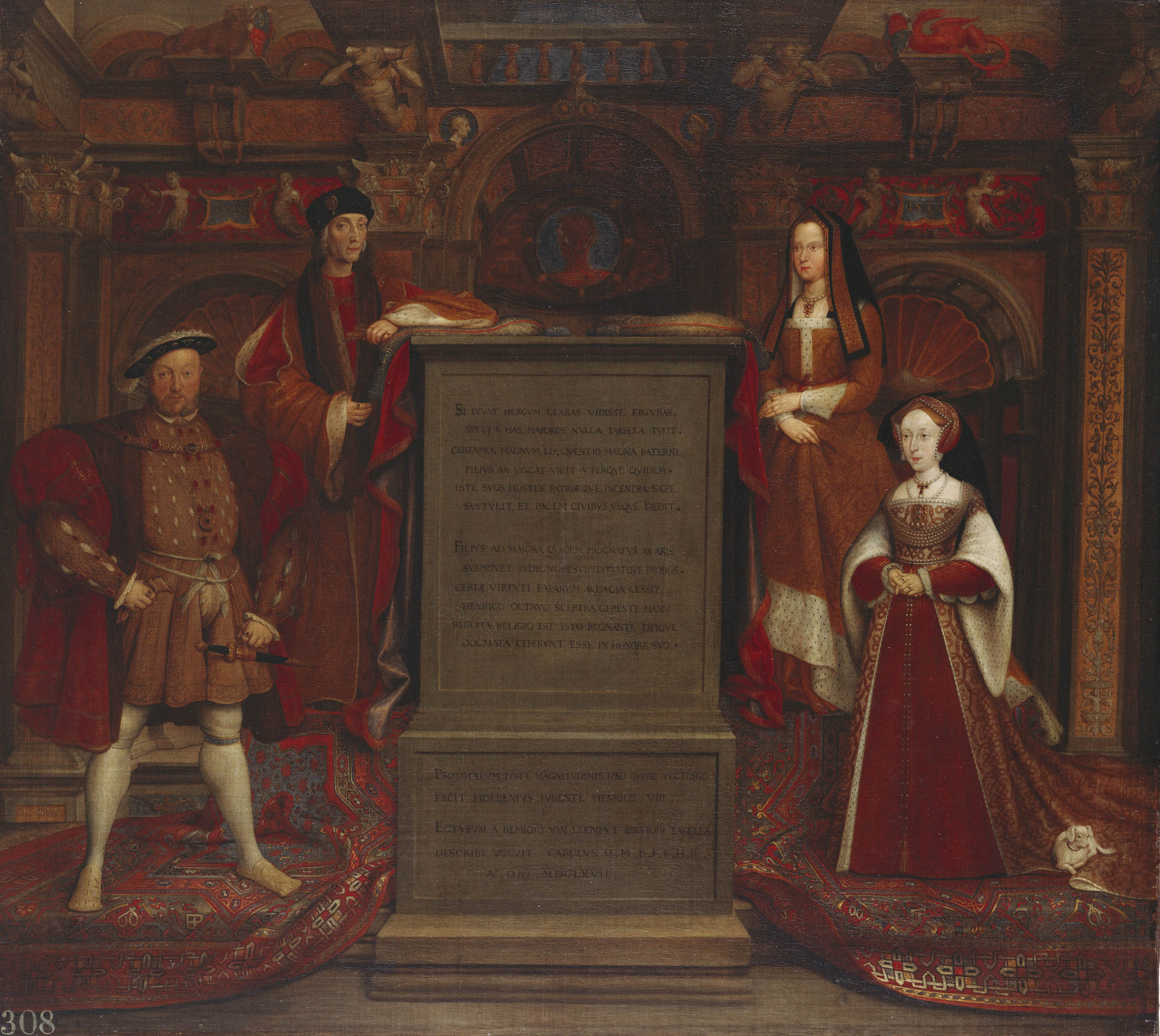
De muurschildering van Whitehall naar Hans Holbein de Jonge

Remigius van Leemput schilderde origineel werk, maar hij maakte ook kleinschalige kopieën naar Van Dyck, Lely, Samuel Cooper en anderen. Een serie damesportretten die hij schilderde is onderdeel van de Koninklijke Collectie. 
In opdracht van koning Karel II maakte Van Leemput in 1667 en in 1669 twee replieken van Holbeins muurschildering van koning Hendrik VII, Elizabeth van York, Hendrik VIII en Jane Seymour in Whitehall Palace. Door de paleisbrand van 1698 zijn dit de enige getuigen van hoe dit werk er heeft uitgezien (samen met Holbeins karton van de linkerhelft).

## Familie
Hij trouwde in Londen met Anna Maria Geldorp, de dochter van Georg Geldorp. Hun zonen Johannes en Anton werden schilder in Rome en ook zijn dochter Mary werd kunstenaar. Ze trouwde met Thomas Streater, de broer van de kunstenaar Robert Streater.

## Voetnoten
1. ↑  Naamvarianten: Remee van Lemmput, Remi van Lemmput, Remigius van Lemmput, Remee van Lemput, Remi van Lemput, Remigius van Lemput, Remee van Vallemput, Remi van Vallemput, Remigius van Vallemput, Remigeus Vanlimpitt

- Biografisch Portaal: 84049819
- Digitale Bibliotheek voor de Nederlandse Letteren: leem029
- RKD-Nederlands Instituut voor Kunstgeschiedenis: 48822
- Union List of Artist Names: 500077724
- Virtual International Authority File: 96233650